# 川北能美大橋
川北能美大橋（かわきたのみおおはし）は、石川県能美郡川北町の手取川に架かる主要地方道金沢美川小松線の橋である。

## 諸元
左岸、右岸とも石川県能美郡川北町朝日に位置する。
- 橋長：537.3 m[1]
- 幅員：12.0 m（歩道2.5 m+路肩1.5 m+車道3.25 m×2+路肩1.5 m）[1]
- 車線数：片側1車線[2]

## 沿革
下流の美川大橋の渋滞緩和などを目的に2014年度に事業着手し、2023年3月5日の加賀海浜産業道路の能美郡川北町橘 - 能美市福島町間3 km開通と同時に供用を開始した。総事業費は約125億円。石川県によると、手取川に新たな名称の橋ができるのは1977年完成の手取川大橋以来。新たな架橋は2004年の同大橋4車線化以来となる。